# Sol Madridejos
María Soledad Madridejos Fernández, más conocida como Sol Madridejos (Madrid, 23 de marzo de 1958) es una arquitecta española.

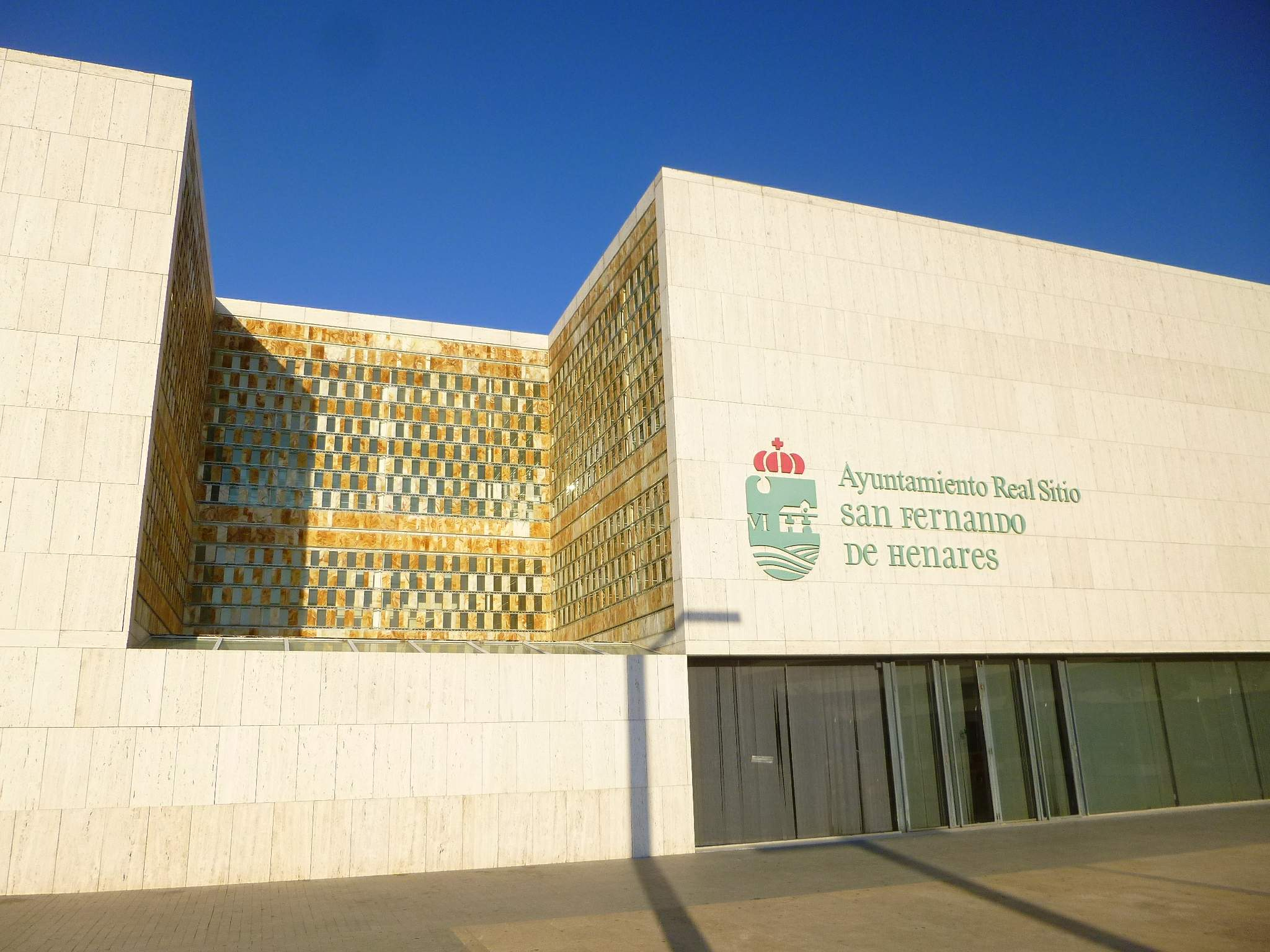
Ayuntamiento de San Fernando de Henares

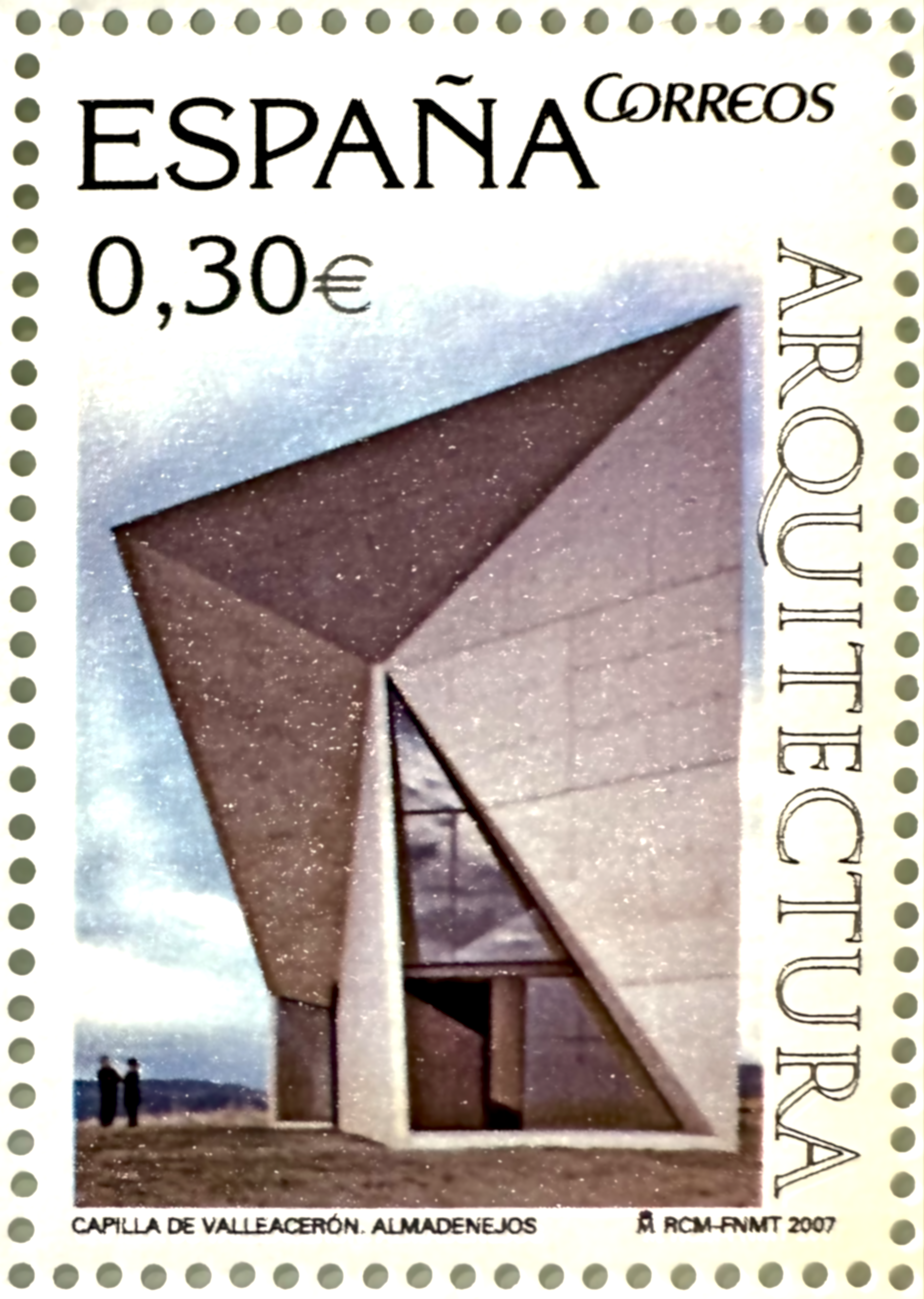
Sello oficial de correos, tema Arquitectura

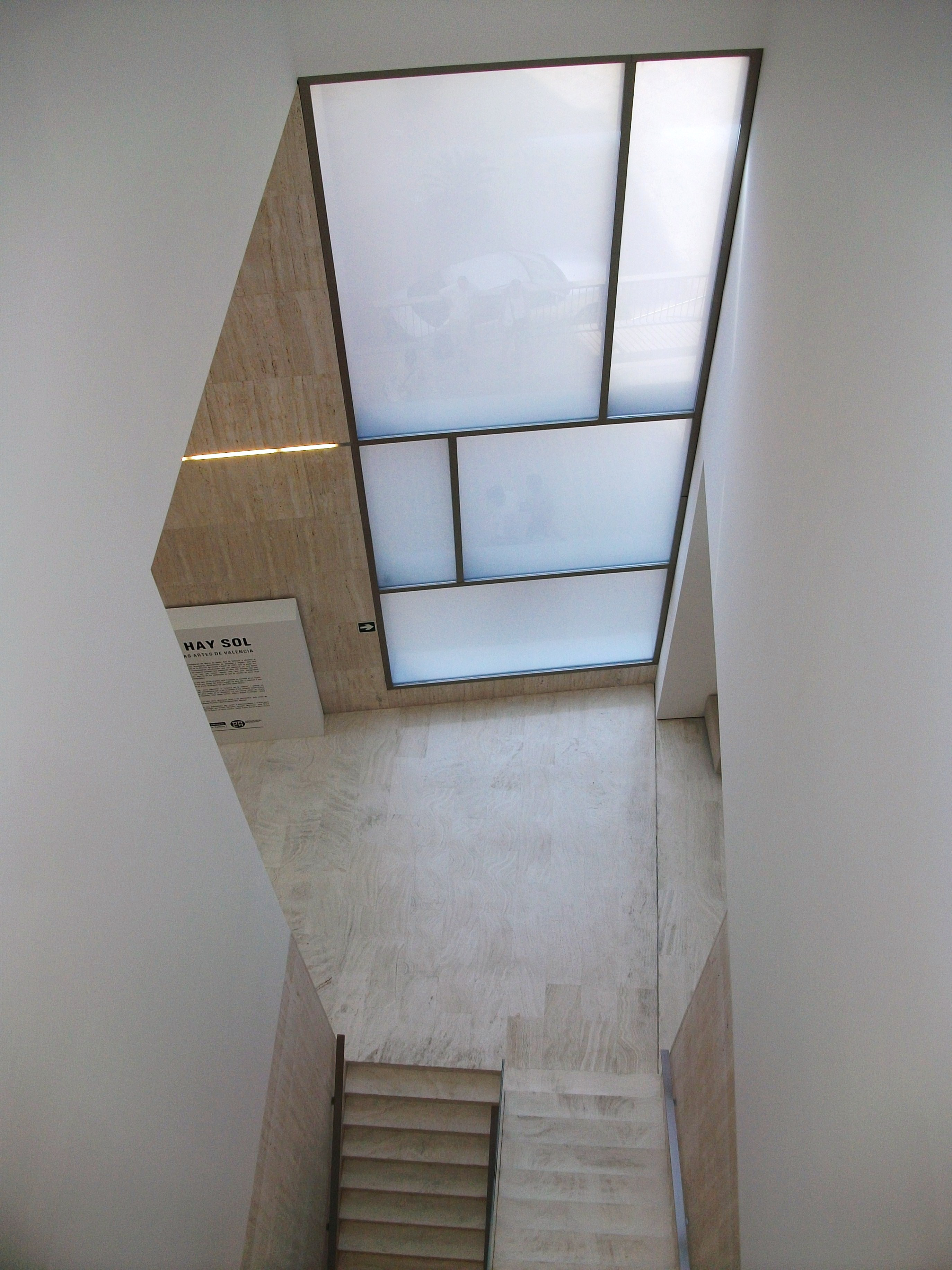
Interior del MACA, Museu d'Art Contemporani d'Alacant

## Biografía
Sol Madridejos, obtuvo el título de Arquitecto en 1983 por la Escuela Técnica Superior de Arquitectura de Madrid con la calificación de Sobresaliente. Desde ese año, comparte con Juan Carlos Sancho Osinaga su propia oficina de arquitectura SANCHO-MADRIDEJOS S-M.A.O que cuenta con una obra extensa y diversa, sin olvidar los numerosos premios, exposiciones y publicaciones que completan su recorrido. Juan Carlos Sancho Osinaga obtiene el título en 1982 en la ETSAM con la calificación de Sobresaliente. Doctor en 1992,con la Tesis ‘’El sentido cubista en Le Corbusier‘’ .Catedrático de Proyectos Arquitectónicos de la ETSAM desde el año 2008 .

## Trayectoria
Entre su extensa y variada obra se cuentan Proyectos ganados en concursos de arquitectura como Equipamientos Públicos (Polideportivo de Valvanera, Polideportivo en Galdácano, etc.), centros cívicos y dotacionales de diversa índole (el Museo de Arte Contemporáneo de Alicante, la Mediateca universitaria de la Censive en Nantes, Centro de las Artes y la Tecnología CAT de Segovia ,Pabellón Docente en la Arrixaca, Murcia, Escuela de Negocios IESE en Madrid o la Nueva Opera de El Cairo .Vivienda Colectiva, proyectos en los cuales trabajan sobre conceptos surgidos durante el siglo XX en el campo de las artes plásticas que afectan a la construcción del espacio y a su expresión y experiencia en el ámbito arquitectónico, con líneas de trabajo de investigaciones  alrededor de temas como -el vacío- o -los pliegues- con influencias de Chillida, al cual conocieron y le consideran uno de sus maestros. También han realizado trabajos en el ámbito del urbanismo sostenible con el lugar y lo social, habiéndose encargado del diseño de diversas áreas urbanas en China p.e.en Shanghái.
Especial atención merece el proyecto de la Capilla en Valleacerón  (Almadenejos, 1996-2001), proyecto ampliamente difundido por todo el mundo, en la que se explora la relación entre el paisaje y el objeto a través del pliegue como acción generadora del espacio y la forma arquitectónicos. El pliegue comporta una idea de unidad, tanto espacial y formal como estructural y material, dando como resultado una volumetría unitaria que acoge un interior cargado de intensidad espacial que se expresa exteriormente como una obra icónica, cuya lectura varía en función de las variaciones de la luz y el movimiento. Estas ideas se potencian con el proyecto de la Capilla de Villaescusa de Haro.

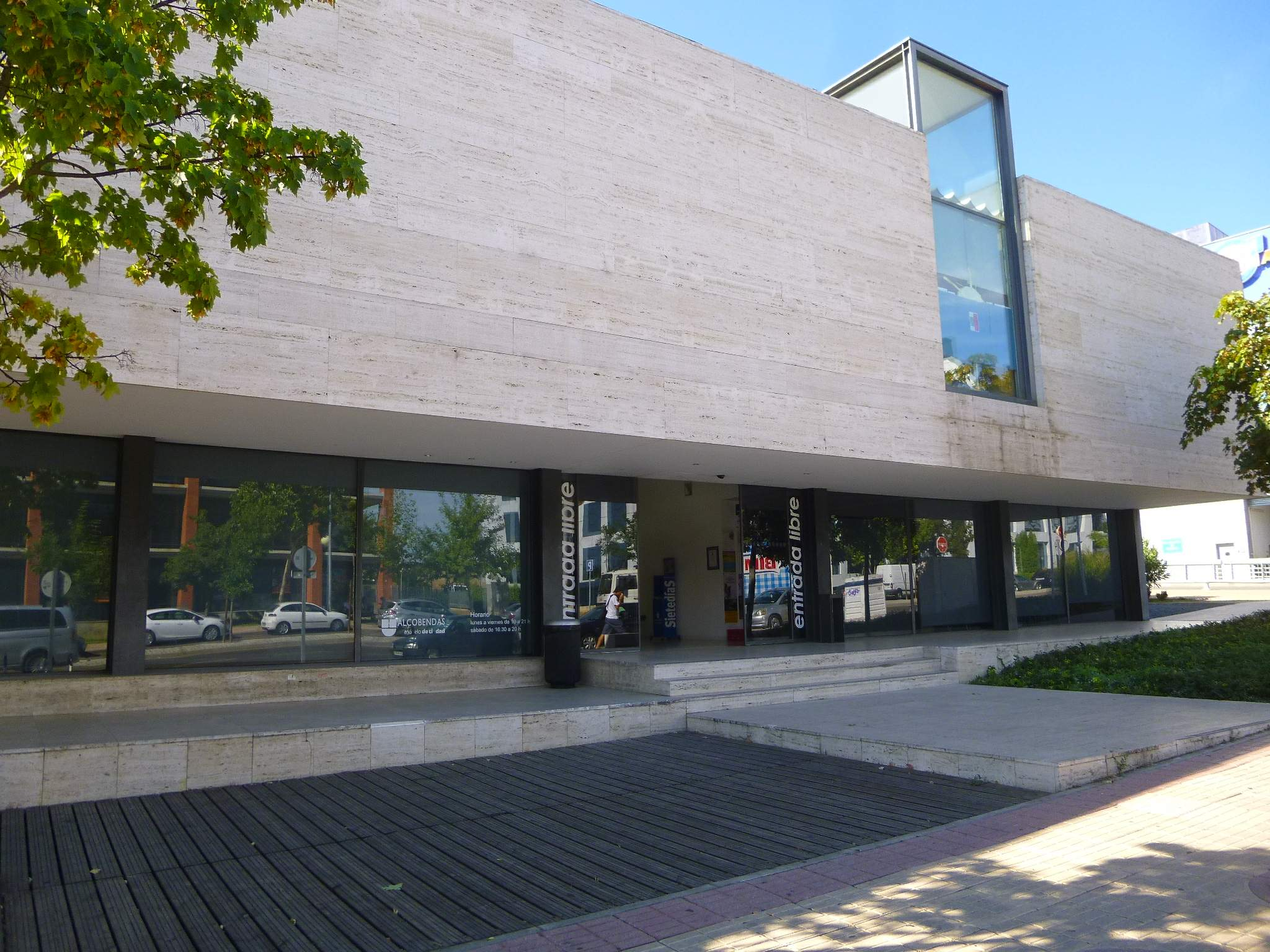
Centro Cívico Anabel Segura, Alcobendas

Tal y como explica en su libro Sancho/Madridejos. Suite en 3 movimientos trabaja en diferentes posiciones frente al espacio, en relación con conceptos como el Vacío, el Tono o los Pliegues. Algunos de sus proyectos que mejor ilustran estos conceptos son:
- Vacío: Polideportivo Valvanera, gimnasio Carrillo, Polideportivo en Galdácano.
- Tono: Ayuntamiento y centro cívico en San Fernando de Henares, Centro Cívico Anabel Segura en Alcobendas, Pabellón Docente en Arrixaca, Museo de Arte Contemporáneo en Alicante MACA.
- Pliegue: Capilla en Valleacerón, Iglesias en Madrid e Irún, Capilla en Cuenca y en las diferentes cúpulas Atrio, Auditorio construidas en La Escuela de Negocios-IESE en Madrid.

Estas ideas han sido desarrolladas posteriormente en sus siguientes edificios, planteados en la Exposición del Pabellón de España de La Bienal de Venecia del año 2012, publicado en el libro ‘’SANCHO/MADRIDEJOS LAB’’.

## Proyectos destacados
Algunas de las obras realizadas por el estudio de arquitectura S-M.A.O. Sancho-Madridejos Architecture Office son:
- 1988-1990 42 Viviendas VPO en Villaverde .1. Premio
- 1992-1995 Polideportivo Valvanera. 1. Premio, San Sebastián de los Reyes,España.
- 1995-1996 Gimnasio en el Colegio  F. Carrillo. 1. Premio, San Sebastián de los Reyes, España.
- 1995-1999 Ayuntamiento y Centro Cívico. 1.er Premio, San Fernando de Henares, España.
- 1996-1998 Biblioteca Centro Cívico Anabel Segura. 1.er Premio, Alcobendas, España.
- 1996-2000 Polideportivo y Piscinas Cubiertas. 1.er Premio, Galdácano, España.
- 1996-2001 Capilla y Residencia en Valleacerón,  Almadén, España.
- 1996-2001 Facultad de Medicina en Hospital de la Arrixaca. 1.er Premio, El Palmar, España.
- 2000-2004 66 Viviendas de Promoción Pública en Carabanchel. 1.er Premio, Madrid, España.
- 2001-2008 Museo de Arte Contemporáneo de Alicante. 1.er Premio, Alicante, España.
- 2001-2008 Duolun Regional Project Plannig, Shanghái, China. 1.er Premio.
- 2003 Planning Design of Huangpu Riverbank, Shanghái, China.
- 2003 Planning Desing of Central District of Chang-Xing, Shanghái, China.
- 2003 Reconstruction Desing for Namen Block Area in New Qingpu City, Shanghái, China.
- 2004 Lofts en San Sebastián de los Reyes, San Sebastián de los Reyes, España.
- 2004-2006 Centro Médico Internacional Polaris, Balsicas, España.1.er Premio
- 2004-2006 Clubhouse in Plot 18 in Qingpu, Shanghái, China.1.er Premio.
- 2004-2008 Church in Qingpu, Shanghái, China.
- 2005-2008 Bodegas 14 Viñas, Picón, España.
- 2005-2008 Biblioteca Universitaria en Campus de La Censive. 1.er Premio, Nantes, Francia.
- 2006 Edificio Residencial y Piscina, Cantalares, España,
- 2006 Centro Comercial Errebal. 1.er Premio, Éibar, España.
- 2008-2018 Círculo de las Artes y Tecnología CAT.1.er Premio.
- 2014-2022 Escuela de Negocios IESE en Madrid.1.er Premio.
- 2015-2022 Capilla y Residencia en Villaescusa de Haro-Cuenca. 1 Premio.
- 2016 Nuevo Teatro-Hub Cultural en El Cairo.Egipto.1.er Premio.
- 2017-2018 Stage-Auditorio Aire Libre en El Cairo.Egipto.1.er Premio.
- 2022-2026 Ampliación del Museo de Arte Contemporáneo de Alicante-MACA- 1.er Premio.
- 2023-2025 Vivienda en Menorca.
- 2022-2025 Edificio de viviendas resilientes en Madrid.

## Premios y reconocimientos
- 1991 Premio de Urbanismo del Colegio Oficial de Arquitectos de Madrid.
- 1992 Premio de Urbanismo del Ayuntamiento de Madrid.
- 2007 Premio Mejor Obra de Nueva Planta de los Premios Antológicos de Arquitectura Contemporánea de Castilla-La Mancha (Capilla en Valleacerón).
- 2011 Medalla de la Real Academia de Bellas Artes de San Carlos concedida al Museo de Arte Contemporáneo de Alicante.[5]

La obra de Sancho Madridejos ha sido ampliamente difundida por los medios especializados
Se pueden destacar :
- DA-52. Sancho-Madridejos. Pliegues. Documentos de Arquitectura. Colegio Oficial de Arquitectos de Almería. Almería, 2003.
- El Croquis n° 142 (Prácticas arquitectónicas) y n° 149 (Experimentos colectivos (II))
- Suite. S-M.A.O. 1991-2004. China, 2004
- Summa+. N° 103. Sancho-Madridejos. Infraestructura Urbana. Buenos Aires, 2009
- SANCHO-MADRIDEJOS LAB .Madrid .2012
- A+U Monograph .Sancho-Madridejos Architecture Office n-608.Tokio,Japan,2021
- AC  n* 04/05/06 2021.Beijing .China,2022
- Sancho-Madridejos IESE ,Madrid ,2023
- Numerosos artículos en publicaciones internacionales como DOMUS, Arquitectura Viva, Architectural Digest, Bauwelt, T+A, A+U,AC,C3,o en diversos libros especializados o en Enciclopedias de Arquitectura Contemporánea o Máster Pieces around the world, de PHAIDONo BRAUNen 2023

## Principales Exposiciones
Su obra ha sido difundida a nivel nacional e internacional, y ha sido expuesta, entre otras, en cuatro ocasiones en la Bienal de Arquitectura de Venecia, en la Bienal de Arquitectura de Qingpu-China, en la Bienal de Arquitectura de Buenos Aires, en el Museum of Modern Art (MoMA) de Nueva York 2006, en el Nacional Building Museum en Washington, en el Museo Nacional en Shanghái, en la Bienal de Beijing en China, en el RIBA en París,en el Palais de Tokyo en París, en el Petit Palais de París y en diferentes exposiciones de Arquitectura en Londres, París, Shanghái,Beijing, Bogotá, Tokio, Verona, Madrid, Roma o Atenas.

## Docencia
Además de su experiencia en el ejercicio libre de la profesión con proyectos de obra pública y privada, cuenta con una amplia trayectoria como docente e investigadora.
- 1997-2002 Profesora de Proyectos II en la Escuela Superior de la Universidad Europea de Madrid.
- 2004-2006 Profesora de Proyectos en la Universidad CEU San Pablo Arquitectura de Madrid.
- 2006-2007 Profesora invitada curso de Máster de l'École d'Architecture l'EPFL de Laussane, Suiza
- 2010-2011 Profesora de Proyectos en la  Universidad Europea de Madrid.
- 2015          Profesora del Worshop de Proyectos en ENS d´Architecture en Paris-Val de Seine.

Junto a Juan Carlos Sancho,Catedratico de Proyectos Arquitectónicos de la Escuela Técnica Superior de Arquitectura de Madrid-ETSAM- han sido profesores invitados y han impartido cursos, másteres, conferencias y clases en numerosas Universidades, entre ellas: Ecole Polytechnique Fédérale de Lausanne,  Pontificia Universidad Católica del Perú en Lima, Universidad de Los Andes en Bogotá, Ecole Nationale Supériore D’Architecture de Versailles, Architectural Association de Dublín,Escuela de Arquitectura en la Universidad de Tongji,Shanghái-China, Architectural Association de Londres, École d´Architecture de Bretagne en Rennes,, Architectural Association of Ireland (AAI), OTIS College of Art and Design de Los Ángeles EE. UU, Instituto Tecnológico de Massachusetts MIT en Boston, EE.UU, École National Supérieure d'Architecture de Paris-Val de Seine, ENSA Nantes y Conferencias en Argentina, Colombia, México, Perú, Francia, Inglaterra, Italia, Irlanda, Suiza, EE.UU, Egipto, China, entre otras.